# The Sugarcubes
The Sugarcubes – islandzka grupa muzyczna, która powstała latem 1986 z inicjatywy kilku członków Kukl. Najbardziej znanym członkiem zespołu była wokalistka Björk.
Islandzka nazwa zespołu to Sykurmolarnir, (isl. kostki cukru), ale grupa znana jest bardziej pod angielską nazwą The Sugarcubes. Pierwszy singel, "Ammæli" (nagrali także wersję angielską "Birthday"), stał się hitem w Wielkiej Brytanii. Zyskał także pewne uznanie w USA. Wkrótce pojawiły się oferty wytwórni, z których artyści wybrali firmę One Little Indian. W 1987 nagrali w niej swój pierwszy album Life’s Too Good, który zdobył międzynarodowy rozgłos. The Sugarcubes byli pierwszym islandzkim zespołem rockowym, który zdobył taką sławę.
W międzyczasie Björk wzięła udział w kilku innych projektach, m.in. z bebopową grupą tríó Guðmundar Ingólfssonar wydała na Islandii nagranie Gling-Gló, które zawierało głównie islandzkie standardy jazzowe; udzielała się także na płycie housowego zespołu 808 State. W zespole narastały napięcia, zwłaszcza między Björk a Einarem Örnem, aż wreszcie w 1992 roku doszło do rozwiązania grupy. Björk rozpoczęła karierę solową, która trwa do dzisiaj.

## Dyskografia Zespołu

### Albumy
- Life’s Too Good (1988)
- Here Today, Tomorrow, Next Week! (1989)
- Illur Arfur! (islandzka wersja "Here Today, Tomorrow, Next Week!" (1989)
- Stick Around for Joy (1992)
- It's It (remiksy) (1992)
- The Great Crossover Potential (greatest hits) (1998)

### single
- Einn Mol'á Mann (tylko na Islandii)

z Life’s Too Good:
- Birthday
- Coldsweat
- Deus
- Motorcrash (tylko w Azji i Hiszpanii)

z Here Today, Tomorrow, Next Week!:
- Regina
- Planet
- Tidal Wave (promo)

z Stick Around For Joy:
- Hit
- Walkabout
- Vitamin Remix EP
- Leash Called Love

z It's It:
- Birthday - Double Remix EP

## Skład zespołu
- Björk (wokal)
- Sigtryggur Baldursson (perkusja)
- Einar Örn Benediktsson (wokal, trąbka)
- Einar Melax (keyboards)
- Þór Eldon (gitara)
- Bragi Ólafsson (gitara basowa)
- Margrét Örnólfsdóttir (keyboards)